# مارشال أرنولد
مارشال أرنولد (بالإنجليزية: Marshall Arnold)‏ هو محامي وسياسي أمريكي، ولد في 21 أكتوبر 1845 في الولايات المتحدة، وتوفي في 12 يونيو 1913. حزبياً، نشط في الحزب الديمقراطي. وقد انتخب عضو مجلس نواب ولاية ميسوري وانتخب عضو مجلس النواب الأمريكي.